# Samuel Aba
Pour les articles homonymes, voir Aba.
Samuel Aba (en hongrois : Aba Sámuel ; né avant 990 ou vers 1009 et mort le 5 juillet 1044) est le troisième roi de Hongrie de 1041 à 1044. Il nait dans une éminente famille possédant de vastes domaines dans la région du massif du Mátra. Se basant sur des indications de la Gesta Hungarorum ou d'autres chroniques hongroises à propos de l'origine non-hongroise de la famille Aba, les historiens modernes écrivent que les Aba dirigent les tribus Kabars qui font sécession avec les Khazars et joignent les Hongrois au IXe siècle. 
Vers 1009, Samuel ou son père épouse une sœur d'Étienne Ier, le premier roi de Hongrie. Peu après la famille d'Aba, initialement païenne ou juive, se convertit au christianisme. Étienne fait de Samuel le plus haut dignitaire de sa cour royale en le nommant palatin. Cependant, le roi meurt en 1038 et son successeur, Pierre le Vénitien, relève Samuel de ses fonctions.
Les seigneurs hongrois détrônent Pierre en 1041 et élisent Samuel Aba roi. Selon les narrations unanimes des chroniques hongroises, Samuel préfère les roturiers aux nobles, provoquant du mécontentement chez ses anciens partisans. L'exécution de nombre de ses opposants l'entraîne dans un conflit avec l'évêque Gérard de Csanád. En 1044, Pierre le Vénitien revient avec l'aide du monarque allemand, Henri III, qui met en déroute l'armée de Samuel, pourtant supérieure en nombre, à la bataille de Ménfő près de Győr. Samuel s'enfuit du champ de bataille mais est capturé et tué.

## Origines et jeunesse

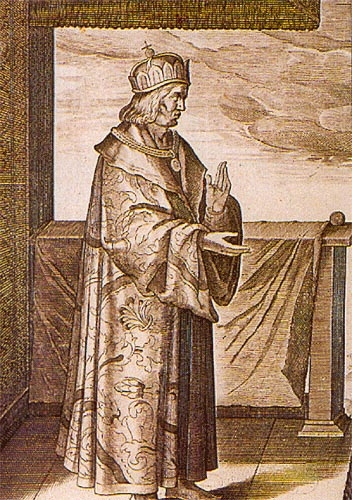
Samuel Aba, roi de Hongrie.

Selon l'auteur anonyme de la Gesta Hungarorum, la famille de Samuel descend de deux chefs de clan coumans, Ed et Edemen, qui reçurent « une grande terre dans la forêt de Mátra » des mains d'Árpád, grand-prince des Magyars, vers l'an 900. En revanche, le Chronicon Pictum et d'autres chroniques hongroises du XIVe siècle décrivent Ed et Edemen comme les fils de Csaba — lui-même un fils d'Attila le Hun — et d'une femme du Khwarezm. Étant donné que toutes les chroniques hongroises soulignent l'origine orientale d'Ed et Edemen, Gyula Kristó, László Szegfű et d'autres historiens proposent que le clan Aba descendant de ces deux chefs dirigea les Kabars, un peuple originellement khazar qui joignit les Hongrois au milieu du IXe siècle, avant l'arrivée de ceux-ci dans la plaine de Pannonie vers 895. Kristó soutient que l'origine khazare de Samuel et son prénom suggèrent qu'il était né dans une famille adhérant au judaïsme.
Malgré l'incertitude à propos de l'origine du clan, Samuel descendait sans aucun doute d'une éminente famille, notamment grâce au mariage autour de l'an 1009 d'un membre du clan Aba avec une sœur d'Étienne, premier roi de Hongrie couronné en 1000 ou 1001. Cependant, les historiens débatent toujours si ce fut Samuel lui-même ou son père qui épousa la princesse royale. Si Samuel fut son époux, il avait dû être né avant 990 et converti — du judaïsme ou du paganisme — au christianisme lors de son mariage avec la sœur d'Étienne Ier. Sa qualité de chrétien est en outre attestée par la fondation, sur son initiative, d'une abbaye à Abasár, qui est rapportée dans les chroniques hongroises. Selon Gyula Kristó et d'autres historiens, la conversion de Samuel coïncidait avec la création du diocèse catholique d'Eger qui englobait ses domaines.
Samuel occupa des postes importants durant le règne d'Étienne Ier. Pál Engel suggère que le château d'Abaújvár (« nouveau château d'Aba ») fut nommé en son honneur, impliquant qu'il ait également été le premier ispán, ou chef, de cette forteresse et des terres environnantes. Samuel était membre du conseil royal et devint le premier palatin de Hongrie,. À la mort d'Étienne, le 15 août 1038, le trône alla à son neveu, Pierre Orseolo, né à Venise,. Le nouveau monarque préféra favoriser ses courtisans allemands et italiens, laissant les seigneurs hongrois, incluant Samuel, de côté,. En 1041, le mécontentement de la noblesse conduisit à un coup d'État qui renversa Pierre et élut Samuel roi.

## Roi de Hongrie
« Le roi Aba devint insolent et commença à s'enrager cruellement contre les Hongrois. Car il affirmait que tout bien devait être partagé par les seigneurs et les domestiques ; mais il considérait qu'avoir enfreint son serment était une simple broutille. Méprisant les nobles du royaume, il fréquentait les paysans et les roturiers. Les nobles hongrois étaient peu disposés à subir cette situation et, irrités par ce comportement insultant, ils conspirèrent et complotèrent dans le but de le tuer. Mais l'un d'entre eux informa le roi de la conspiration contre sa vie, après quoi le roi emprisonna autant de conspirateurs qu'il put et les fit mettre à mort sans interrogatoire ni procès, ce qui fit un grand dommage à sa cause.
— Chronicon Pictum »

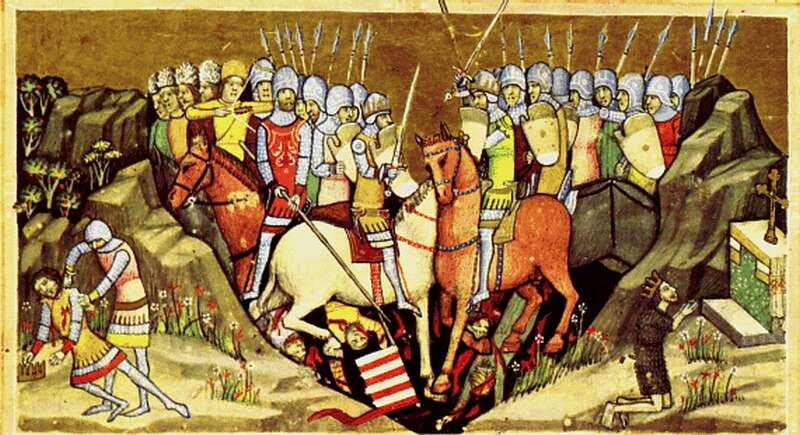
Défaite des troupes de Samuel face à l'armée de l'empereur à la bataille de Ménfő en 1044 (enluminure du Chronicon Pictum).

Samuel abolit toutes les lois introduites par Pierre le Vénitien et fit tuer ou torturer nombre des partisans de son prédécesseur. Le chroniqueur Hermann de Reichenau, contemporain de Pierre et Samuel, appela même ce dernier « le tyran de Hongrie » dans sa Chronique. Les chroniques hongroises critiquèrent vivement Samuel pour sa fréquentation des paysans de préférence aux nobles. Samuel réduisit également l'imposition des roturiers en abolissant plusieurs taxes.
Après son éviction, Pierre le Vénitien avait trouvé refuge en Allemagne. En réponse, Samuel attaqua l'Autriche en 1042, provoquant une invasion de représailles de la Hongrie par l'empereur Henri III en 1043. Cela força Samuel à renoncer aux territoires hongrois à l'ouest des rivières Leitha et Morava ainsi qu'à accepter le versement d'un tribut,. Le financement du tribut se fit à travers de nouvelles taxes sur les prélats chrétiens et la saisie des biens de l'Église. Cette politique causa un fort mécontentement, même au sein du propre conseil de Samuel. Il fit exécuter nombre de ses conseillers durant le carême. Afin de punir le roi, l'évêque Gérard de Csanád refusa d'accomplir la cérémonie annuelle consistant à mettre la couronne royale sur la tête du monarque à Pâques.
En 1044, Henri III envahit à nouveau la Hongrie, cette fois dans le but de restaurer Pierre le Vénitien sur le trône. La bataille décisive se déroula à Ménfő, près de Győr, où l'armée de Samuel fut mise en déroute. Le sort de Samuel après la bataille reste incertain. Selon des sources allemandes presque contemporaines, il fut rapidement capturé et exécuté sur l'ordre de Pierre le Vénitien. Cependant, les chroniques hongroises du XIVe siècle narrent qu'il s'enfuit, remontant la rivière Tisza, mais que les locaux le capturèrent et le tuèrent. Les sources plus récentes établissent que Samuel fut d'abord enterré dans une église des environs, mais plus tard transféré au monastère familial à Abasár.

« Lorsque le roi Aba brisa son serment et son traité, le roi Henri envahit la Hongrie avec des forces réduites. Aba, qui avait équipé une armée très importante, le traita avec un mépris tel qu'il le laissa pénétrer dans la province, comme s'il eût été facile de le tuer ou de le capturer. Henri, cependant, croyant en l'aide divine, traversa rapidement la rivière Raab avec une partie de ses forces et engagea la bataille puisque tous les chevaliers se ruaient à l'attaque çà et là. Lors de la première attaque il vainquit et mit en déroute l'innombrable armée des Hongrois, perdant très peu de ses propres hommes. Il combattit lui-même très bravement et gagna la plus glorieuse victoire le 5 juillet. Le roi Aba s'échappa de justesse en prenant la fuite, alors que tous les Hongrois se précipitaient en masse pour se rendre au roi Henri et promettre soumission et service. [...] Peu de temps après cela Aba fut fait prisonnier par le roi Pierre et paya le prix de ses crimes de sa tête.
— Hermann Contract, Chronique »

## Famille
Aucune information sur le destin de la veuve de Samuel et ses enfants n'a été préservée. Néanmoins, les historiens — dont Gyula Kristó et László Szegfű — supposent que la puissante famille Aba descendait de lui.

#### Sources primaires
- « Anonymus, Notary of King Béla: The Deeds of the Hungarians », dans Martyn Rady, László Veszprémy et János M. Bak, Anonymus and Master Roger  (trad. Martyn Rady et László Veszprémy), CEU Press, 2010 (ISBN 9789639776951)
- (en) « Hermann of Reichenau: Chronicle », dans Eleventh-century Germany: The Swabian Chronicles, Manchester University Press, 2008 (ISBN 978-0-7190-7734-0) (Sources sélectionnées, traduites et annotées avec une introduction de I. S. Robinson)
- (en) The Hungarian Illuminated Chronicle: Chronica de Gestis Hungarorum  (trad. Dezső Dercsényi), Taplinger Publishing, 1970 (ISBN 0-8008-4015-1)

#### Sources secondaires
- Gyula Kristó Histoire de la Hongrie Médiévale Tome I le Temps des Arpáds Presses Universitaires de Rennes, Rennes (2000),  (ISBN 2-86847-533-7).
- (en) Július Bartl, Viliam Čičaj, Mária Kohútova, Róbert Letz, Vladimír Segeš et Dušan Škvarna, Slovak History : Chronology & Lexicon, Bolchazy-Carducci Publishers et Slovenské Pedegogické Nakladatel'stvo, 2002 (ISBN 0-86516-444-4)
- (en) Pál Engel, The Realm of St Stephen : A History of Medieval Hungary, 895–1526, I.B. Tauris Publishers, 2001, 416 p. (ISBN 1-86064-061-3)
- (en) László Kontler, Millennium in Central Europe : A History of Hungary, Atlantisz Publishing House, 1999, 537 p. (ISBN 963-9165-37-9)
- (hu) Gyula Kristó et Ferenc Makk, Az Árpád-ház uralkodói [« Souverains de la maison Árpád »], I.P.C. Könyvek, 1996, 293 p. (ISBN 963-7930-97-3)
- Miklós Molnár, Histoire de la Hongrie, Paris, Perrin, coll. « Tempus », 2004, 469 p. (ISBN 2-262-02238-0).
- (hu) László Szegfű, « Sámuel », dans Pál Engel, Gyula Kristó et Ferenc Makk, Korai magyar történeti lexikon (9-14. század) [« Encyclopédie des premiers temps de l'histoire hongroise (IXe siècle - XIVe siècle) »], Akadémiai Kiadó, 1994 (ISBN 963-05-6722-9), p. 592-593.